# Maculage

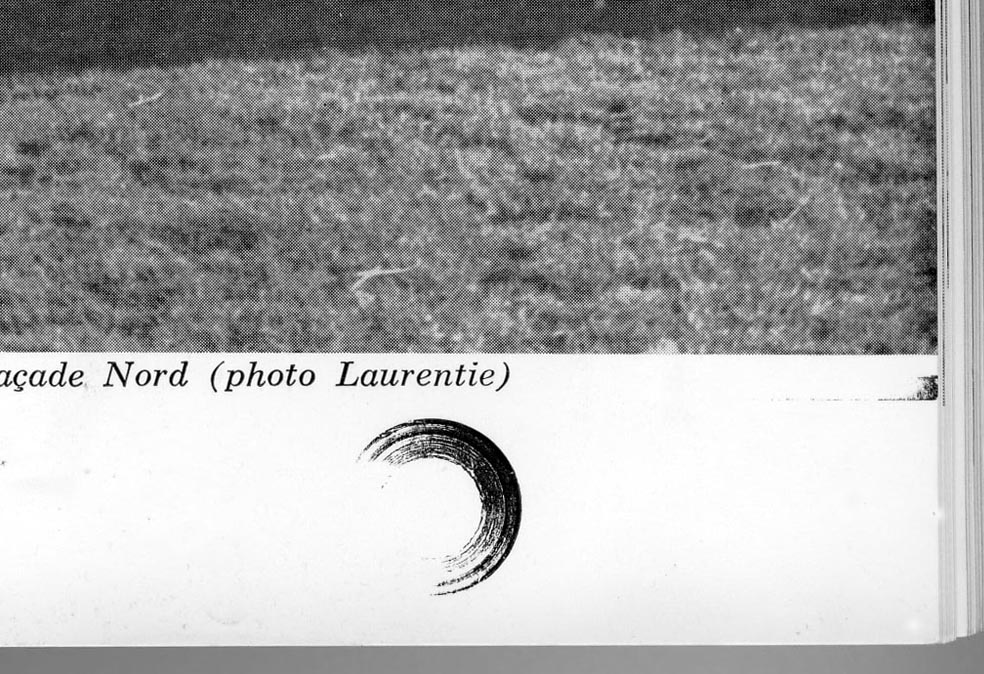
Maculature en pied de page due à un coin de châssis.

Le maculage est un défaut d'impression qui se traduit par des taches ou des traces d’encre, appelées aussi « maculatures ». 
Le maculage se produit lorsque les feuilles fraîchement imprimées sont manipulées trop rapidement, notamment à la reliure. Ce peut être aussi un défaut d’encrage. L'encre une fois imprimée ne sèche pas suffisamment sur le papier et vient souiller la feuille suivante. Ce défaut d'impression peut être dû à la qualité du support (s'il est trop fermé, il ne laisse pas pénétrer l'encre, qui reste donc en surface), ou à la qualité de l'encre, qui ne sèche pas assez rapidement. Pour y remédier, il faut que l'encrage soit bien réglé, avoir une bonne qualité de papier qui laisse sécher rapidement l'encre ou utiliser une poudre antimaculante.
Enfin, le maculage peut provenir d’un défaut de la forme imprimante (en typographie), lorsqu’un caractère normalement invisible car non encré, étant plus bas que l’œil des caractères, comme un cadratin, une espace, se trouve déplacé et encré (ce qui pouvait arriver si la forme n'avait pas été bien passée au taquoir).
Ce peut être aussi, dans les marges, un élément du châssis, comme un coin. Dans les presses typographiques anciennes, la frisquette servait à maintenir la feuille à imprimer contre le tympan, et servait en même temps de cache pour protéger les marges de ce type de maculage.
On appelait « maculatures » des feuilles imprimées qui servaient à emballer les rames de papier et, par extension, des feuilles de papier gris d’emballage.